# Paul Menzel
Paul Julius Menzel  (* 27. April 1864 in Dresden; † 2. April 1927 ebenda) war ein deutscher Sanitätsrat und Paläobotaniker. Er publizierte unter dem Kürzel „PJ Menzel“, sein offizielles botanisches Autorenkürzel lautet „Menzel“.

## Leben
Paul Menzel erblickte in Dresden als Sohn des Oberaufsehers am Militärischen Montierungsdepot Friedrich Julius Menzel das Licht der Welt. Nach dem Studium der Medizin an den Universitäten Greifswald und Leipzig promovierte Menzel in Leipzig auf dem Gebiet der Psychiatrie zum Dr. med. Menzel wirkte zwischen 1889 und 1898 als Landarzt in Hainitz bei Bautzen, wo er auch heiratete. Der Ehe entstammten drei Kinder, darunter der spätere Silikatchemiker Heinrich Menzel.
Im Jahr 1898 wurde Menzel als Hals-Nasen-Ohren-Arzt in Dresden tätig. Er engagierte sich beim Ausbau der Hilfsstellen und Sanitätertrupps des Samaritervereins und des Roten Kreuzes in Dresden. Für sein Engagement wurde ihm 1908 der Titel Sanitätsrat verliehen. Am Ersten Weltkrieg nahm er freiwillig als Leiter eines Lazarettzugs teil und wurde zum Generaloberarzt ernannt. Menzel erkrankte 1922 an Mundhöhlenkrebs und verstarb infolge der Krankheit 1927.

## Wirken
Menzel gilt als „bedeutende[r] Dresdener Paläobotaniker des ausgehenden 19. und beginnenden 20. Jahrhunderts“. Schon in der Jugend hatte sich Menzel mit der Flora der Lausitz beschäftigt und Kontakte zu Fachmännern im Bereich der Geologie und Botanik geknüpft. Seinen Lehrer Hermann Engelhardt ehrte er nach dessen Tod 1918 mit der postumen Herausgabe der Schrift Die alttertiäre Flora von Messel bei Darmstadt.
Im Jahr 1894 wurde Menzel Mitglied der Naturwissenschaftlichen Gesellschaft „Isis“ in Dresden, nachdem er bereits zuvor Mitglied des Bautzner Vereins geworden war. Ebenso war er Mitglied der Gesellschaft für Natur- und Heilkunde. Von 1897 bis 1898 stand er der Naturwissenschaftlichen Gesellschaft Isis in Bautzen vor, die ihn nach seinem Weggang nach Dresden zum Ehrenmitglied ernannte. Ab 1912 war er sieben Mal Leiter der Botanischen Abteilung der Dresdner Isis.
Schwerpunkt seiner paläobotanischen Forschungen bildete die mitteleuropäische Tertiär- und Braunkohlenflora, zu der er zahlreiche Aufsätze in Abhandlungen der Isis verfasste. Er untersuchte unter anderem pflanzliche Zusammensetzungen in Böhmen und im Senftenberger Braunkohlelager. Zeitgenossen galt er als „erste[r] Fachmann auf seinem Gebiete“, sodass ihn unter anderem Museen und die preußisch geologische Landesanstalt mit der Bestimmung zugesandter tertiärer Pflanzenfunde beauftragten. Noch 1927 erschienen Veröffentlichungen Menzels zu Altenburger Funden.
Von Bedeutung ist seine große Sammlung fossiler Pflanzen. Nach seinem Tod erwarb das Museum für Mineralogie und Geologie Dresden „11.000 Stücke aus der Tertiärformation Nordböhmens“, die einen Großteil der Sammlung ausmachten. Ein Blattherbarium, das Menzel zur Bestimmung fossiler Blattformen angelegt hatte, ging nach Berlin-Dahlem. Das Senftenberger Braunkohlemuseum übernahm die Tertiärpflanzenfunde aus Mitteldeutschland sowie die große Bibliothek Menzels zur Tertiärflora, die Zeitgenossen als „wohl die vollständigste Zusammenstellung über dieses Gebiet“ galt.
Die Isis würdigte ihn anlässlich seines Todes 1927:

„Daß ein praktischer Arzt auf einem mit seiner Berufstätigkeit nicht zusammenhängenden Gebiete als Forscher tätig ist, das darf als etwas Besonderes rühmend hervorgehoben werden, und es ist zu vermuten, daß Menzels Name als Paläontolog noch lange genannt werden wird, wenn die Tausende, die die Wohltaten seiner ärztlichen Hilfe genossen haben, längst nicht mehr am Leben sind.“

## Ehrung
Durch die Königlich Schwedische Akademie der Wissenschaften wurde Menzel um 1920 mit der Linné-Medaille in Gold ausgezeichnet. Sie würdigte damit Menzels zweite Arbeit zur Kameruner Tertiärflora, für die Menzel seit 1909 hauptsächlich Material im Besitz der Akademie ausgewertet hatte.

## Werke (Auswahl)
- 1896: Beitrag zur Kenntnis der Kryptogamenflora von Bautzens Umgebung. Festschrift der „Isis“
- 1900: Die Gymnospermen der nordböhmischen Braunkohlenformation (in: Isis)
- 1903: Über die Flora der plastischen Tone von Preschen und Langaujezd bei Bilin (in: Isis)
- 1906: Über die Flora der Senftenberger Braunkohlen-Ablagerungen
- 1908: Fossile Koniferen aus der Kreide- und Braunkohlenformation Nordböhmens (in: Isis)
- 1913: Beitrag zur Flora der Niederrheineschen Braunkohlenformation (Sonderdruck)
- 1914: Beitrag zur Kenntnis der Tertiärflora aus dem Gebiete des Vierwaldstätter Sees (mit Ernst Baumberger)
- 1920: Über Pflanzenreste aus Basalttuffen des Kamerungebietes
- 1921: Über hessische fossile Pflanzenreste (Sonderdruck)